# Hecatombă

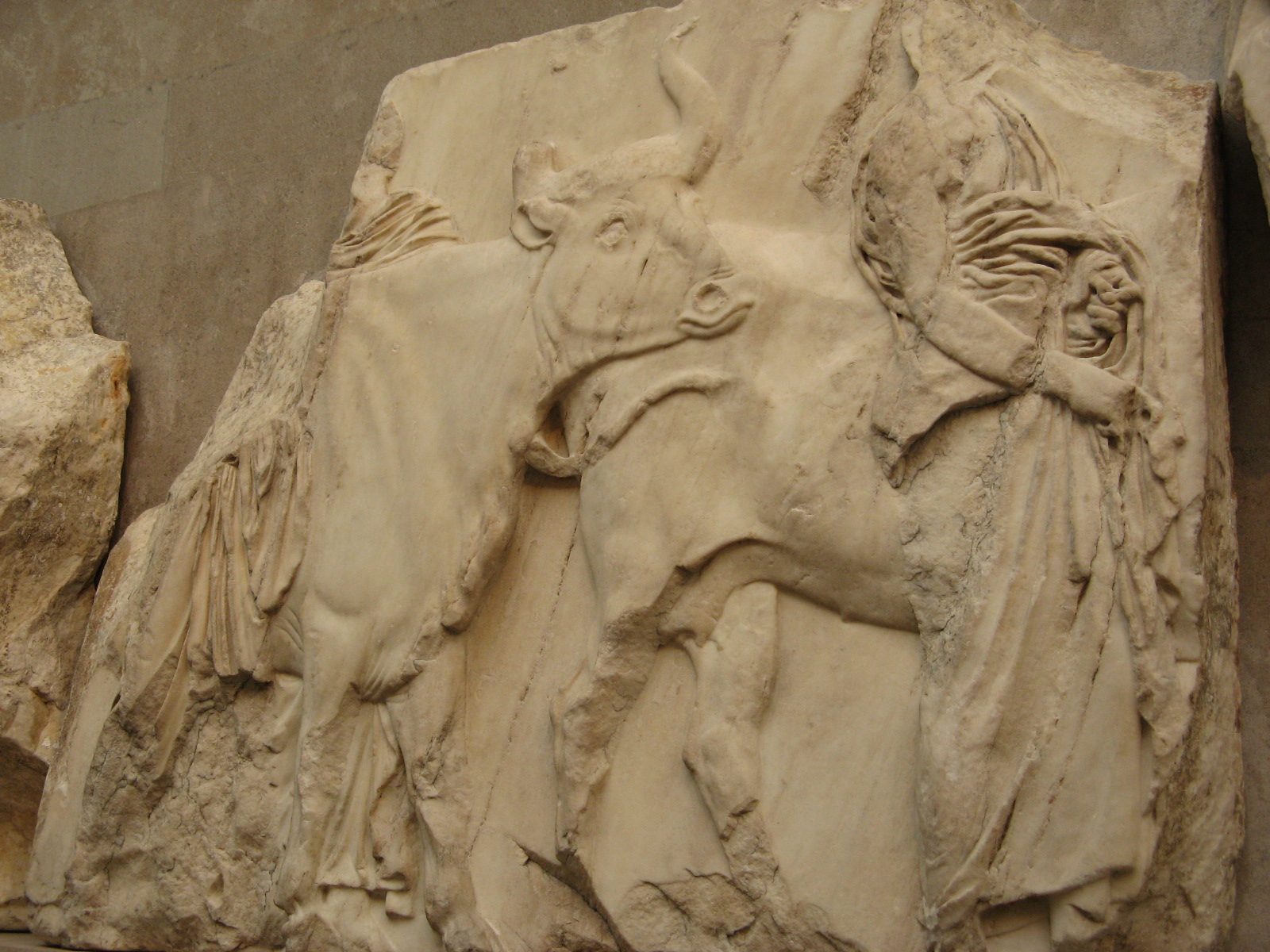
Procesiunea taurilor de sacrificiu; Parthenon, Friza de Sud, XLVII, 145-149; aprox. 447–433 î.Hr.

Hecatombă (prin franceză hécatombe, din greacă εκατόμβη) este o jertfă religioasă, de o sută de animale, care se făcea în Antichitate la greci și la romani , precum și numele sărbătorii când se făceau asemenea sacrificii.
Etimologic, termenul provine din compunerea cuvintelor grecești ἑκατόν / hekatón, « o sută » și βοῦς / boũs, « bou », deoarece în Grecia Antică, o hecatombă era o jertfă de 100 de boi. Câteodată, jertfa se aducea prin „ardere de tot” (în greacă: holocaust). Alteori, o parte din carne era arsă pe altar iar restul vândut la măcelarie. Tradițional, aceste activități se desfășurau în aer liber, pe altare ridicate din brazde de iarbă, pe fiecare din altare sacrificându-se un singur animal.
Semnificația termenului hecatombă s-a lărgit în scurt timp, pentru a desemna orice sacrificiu mare, independent de numărul și specia animalelor sacrificate. Astfel, în Iliada se vorbește, cu o ocazie, despre o hecatombă de 12 boi, iar cu altă ocazie, de una în care au fost sacrificați 50 de berbeci. Și în Odiseea există o hecatombă, de 81 de boi.
Împăratul Iulian Apostatul a considerat că o hecatombă tradițională este prea puțin pentru el, așa că a organizat o hecatombă imperială, în cursul căreia au fost sacrificați 100 de lei și 100 de vulturi.
Deoarece hecatombele se organizau cu precădere vara, calendarul grecesc utilizat în Atena antică începea cu luna Hecatombaeon (Ἑκατομβαιών), cu o durată de 30 de zile, care corespundea aproximativ cu actuala lună iulie. Aristotel scria că luna Hecatombaeon începea cu prima zi cu lună plină după solstițiul de vară.
(Figurat) Masacru, măcel; grămadă de cadavre.